# 北環大道
北環大道是廣東省深圳市的一條道路，是深圳經濟特區內的三條主幹道之一，西起南山區南頭檢查站，東接泥崗路，走線大略在北面環繞特區半圈，故得名「北環大道」。这条路也是 107国道的一部分。
在《广东省高速公路市级具体养护监管单位明细表（截至2015年底通车路段）》以及《广东省高速公路网规划（2004—2030 年）》中曾视为一条高速公路。

## 历史
20世纪80年代末，原深圳经济特区内只有深南路一条主干道，由于不堪重负，原深圳特区的对外交通十分拥挤。为了缓解原深圳特区东西向交通的拥挤，1991年10月，深圳通过了《深圳特区快速干道网总体规划方案》，其中与深南路平行的“南环路”、“北环路”起骨干作用，“南环路”为现在的滨河大道，属客货混用干道，而“北环路”（即现时的北环大道+泥岗路）属货运干道。
1984年11月，北环大道的前身北环路（泥岗桥-南头）开始修筑，并于1986年8月竣工，此时北环路有20.5公里，路宽为19米。
1993年3月15日，北环大道在原北环路基础上按主线双向八车道，辅道双向四车道的城市快速路标准开工建设，拓宽路面至105—132米，增设15座立交桥，工程总投资26.3034亿元；并于当年12月25日即完成道路混凝土浇灌工作。
1994年北环大道开始分段验收，并于2月5日实现主车道全线通车，成为当时深圳特区内的第一大道。
2006年9月16日，北环大道于北环龙珠立交与北环上步立交之间的路段，实施24小时禁行大型货车的措施。
由于北环大道交通繁忙，部分路面出现破损现象。2010年5月6日，北环大道路面修缮、景观升级及交通改善工程开工。2011年6月底，北环大道改造工程完工，路面被加铺沥青混凝土，原有水泥中央分隔带改为绿化分隔带，路牌改用绿色路牌，并加设出口编号。

## 事故
2008年10月10日，北环大道南山立交路段西向，一辆满载泥土的泥头车失控翻车，将一辆丰田轿车压扁埋住。轿车内的两名女子死亡，一名女婴奇迹生还。

## 生态影响
2006年9月16日以前，北环大道可行驶重型车辆，噪音和粉尘污染明显。梅富社区，包含梅富村、布尾村两个城中村，属于下梅林股份合作公司，在北环大道通车后被分割成两个孤立区域。

## 交匯道路

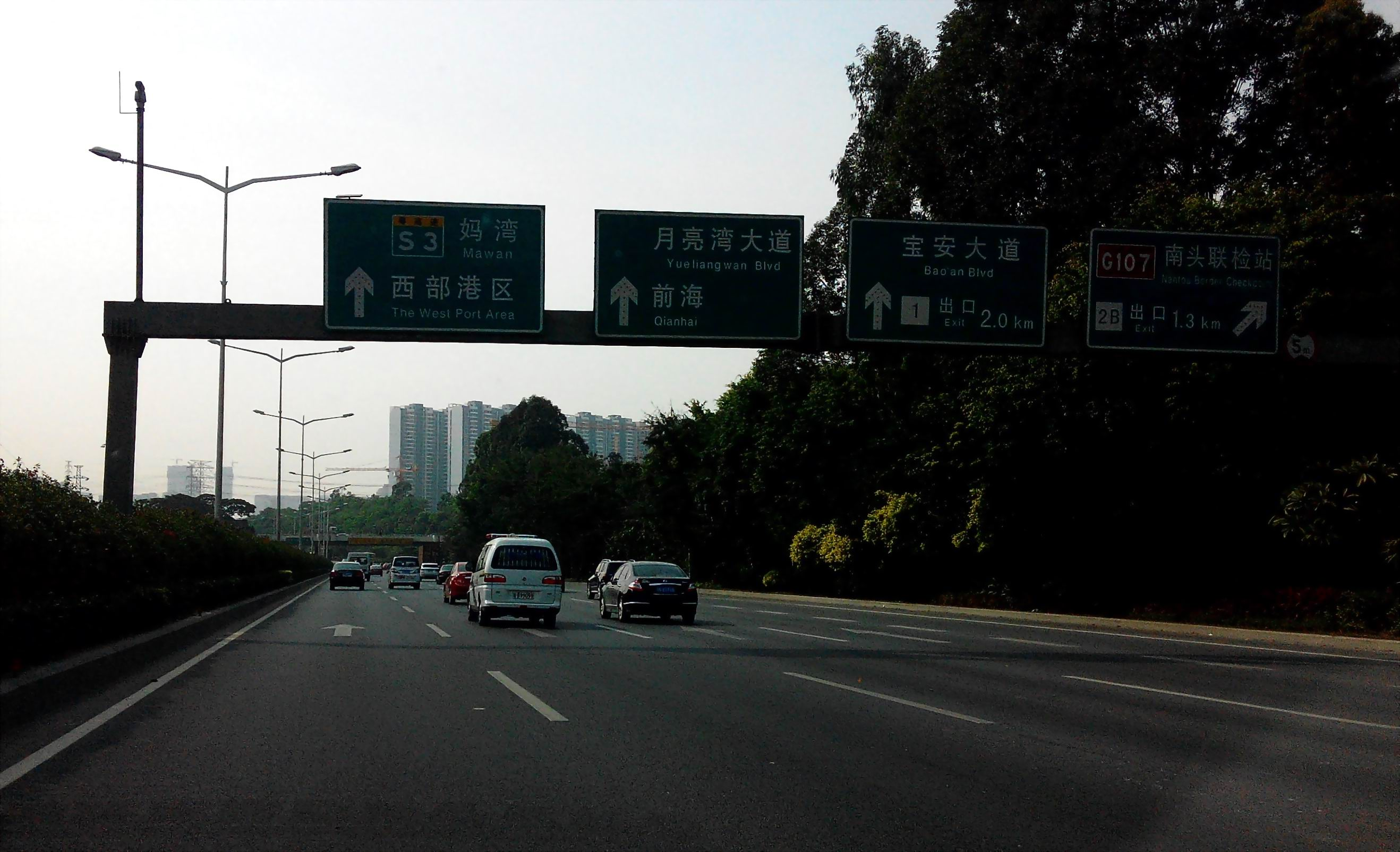
北环大道南头段

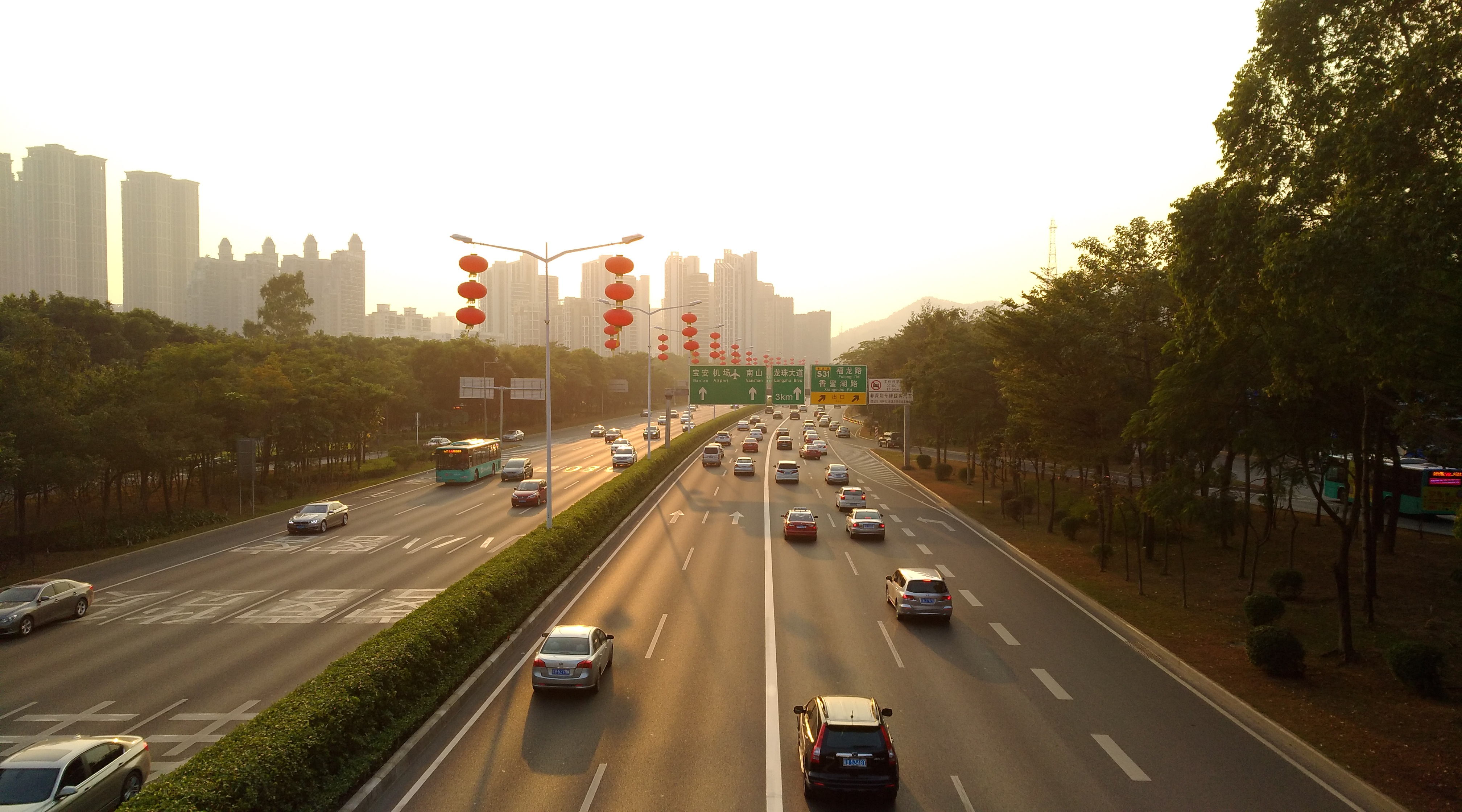
北环大道香梅北段

| 地区                                                                                         | 里程 | 类型          | 名称           | 连接                   | 说明       |
| -------------------------------------------------------------------------------------------- | ---- | ------------- | -------------- | ---------------------- | ---------- |
| 深圳市南山區                                                                                 |      | (1A、B)       | 北环宝安立交   | 宝安大道、月亮灣大道   |            |
| 深圳市南山區                                                                                 |      | (2A、B)       | 深南北环立交   | 深南大道、 广深公路    |            |
| 深圳市南山區                                                                                 |      | (3A、B)       | 北环南山立交   | 南山大道               |            |
| 深圳市南山區                                                                                 |      | (4A、B)       | 北环南海立交   | 南海大道               |            |
| 深圳市南山區                                                                                 |      | (5)           | 科苑路出口     | 科苑路                 |            |
| 深圳市南山區                                                                                 |      | (6)           | 北环沙河西立交 | 沙河西路               |            |
| 深圳市南山區                                                                                 |      | (7)           | 北环沙河东立交 | 沙河东路               |            |
| 深圳市南山區                                                                                 |      | (8A、B)       | 北环侨香立交   | 侨香路                 |            |
| 深圳市南山區                                                                                 |      | (9、10A、10B) | 北环龙珠立交   | 南坪快速路、龙珠大道   |            |
| 深圳市福田區                                                                                 |      | (12A、B)      | 北环香蜜立交   | 香蜜湖路 福龙路        |            |
| 深圳市福田區                                                                                 |      | (13A、B)      | 北环香梅立交   | 香梅路                 |            |
| 深圳市福田區                                                                                 |      | (14A、B)      | 北环新洲立交   | 新洲路                 |            |
| 深圳市福田區                                                                                 |      | (15A、B)      | 北环彩田立交   | 彩田路                 |            |
| 深圳市福田區                                                                                 |      | (16A、B)      | 北环皇岗立交   | 皇岗路 梅观路          |            |
| 深圳市福田區                                                                                 |      | (17A、B)      | 银湖立交       | 银湖路 坂银通道        | 深圳汽车站 |
| 深圳市福田區                                                                                 |      | (18A、B)      | 北环上步立交   | 上步路 泥岗路 坂银通道 |            |
| 1.000 英里 = 1.609 千米；1.000 千米 = 0.621 英里 并行路段 • 已关闭／取消 • 限制进入 • 未开放 |      |               |                |                        |            |

## 图集

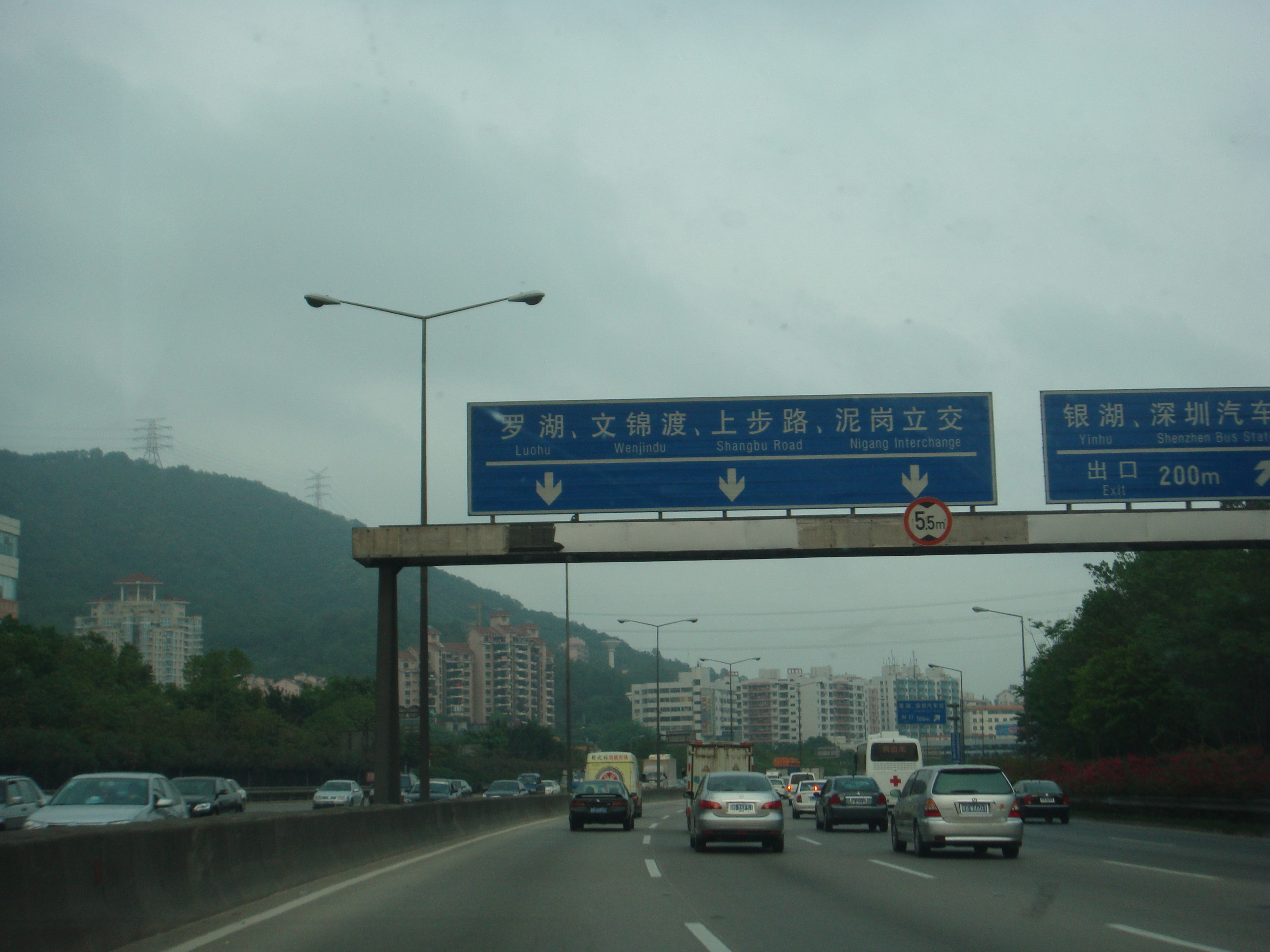
北環大道銀湖段（2008年）
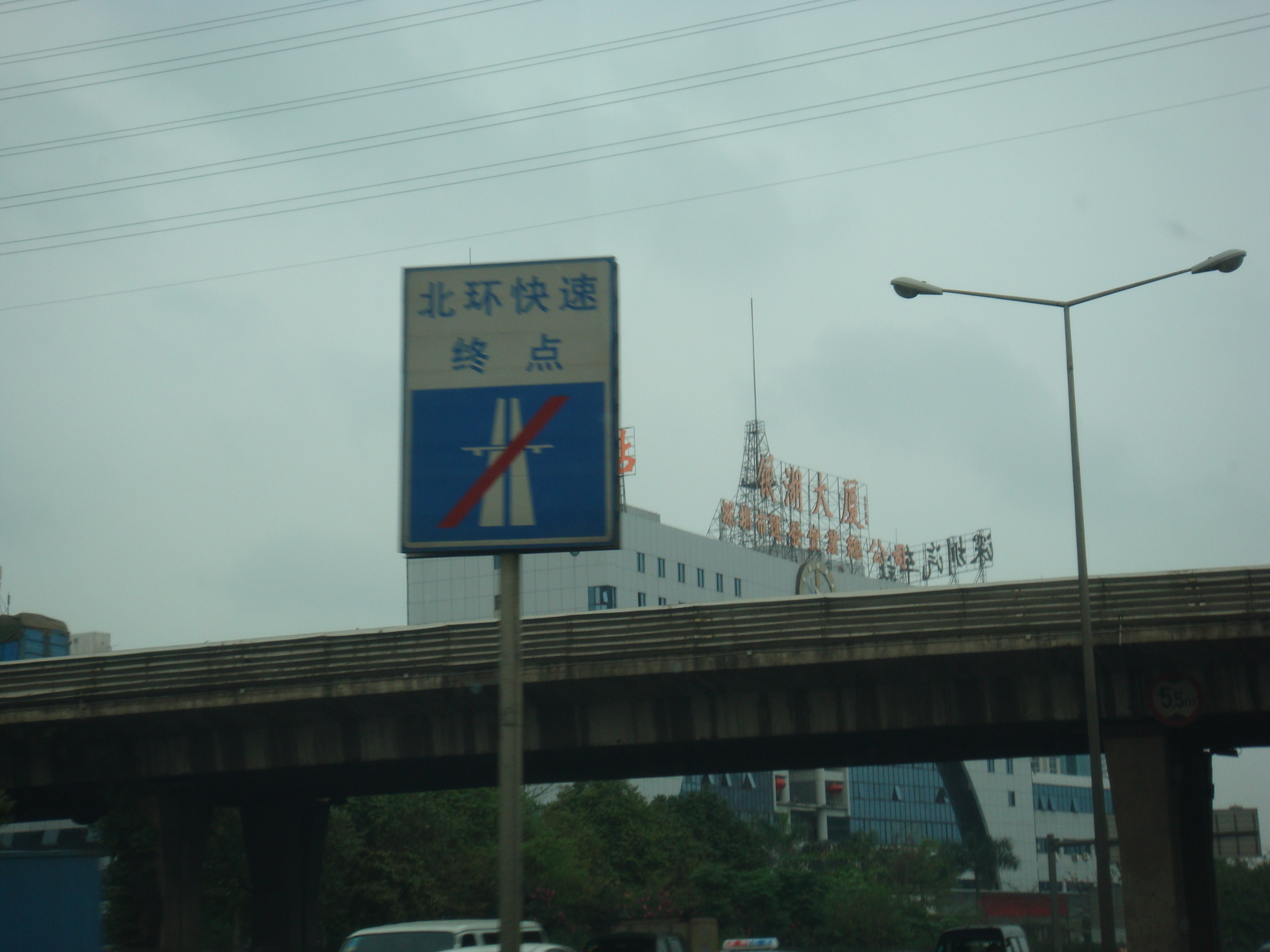
北環大道東終點（2008年）
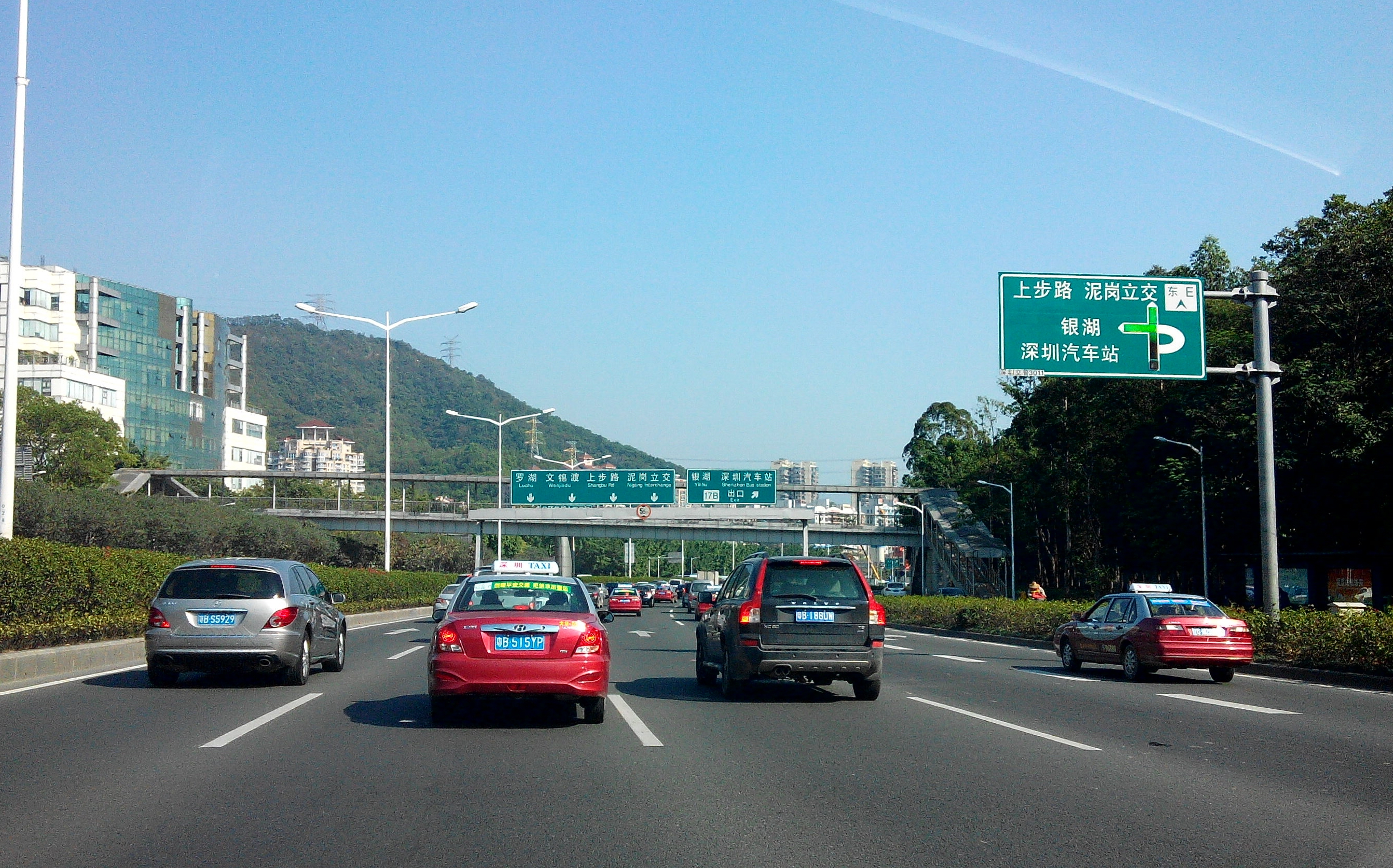
北环大道银湖段
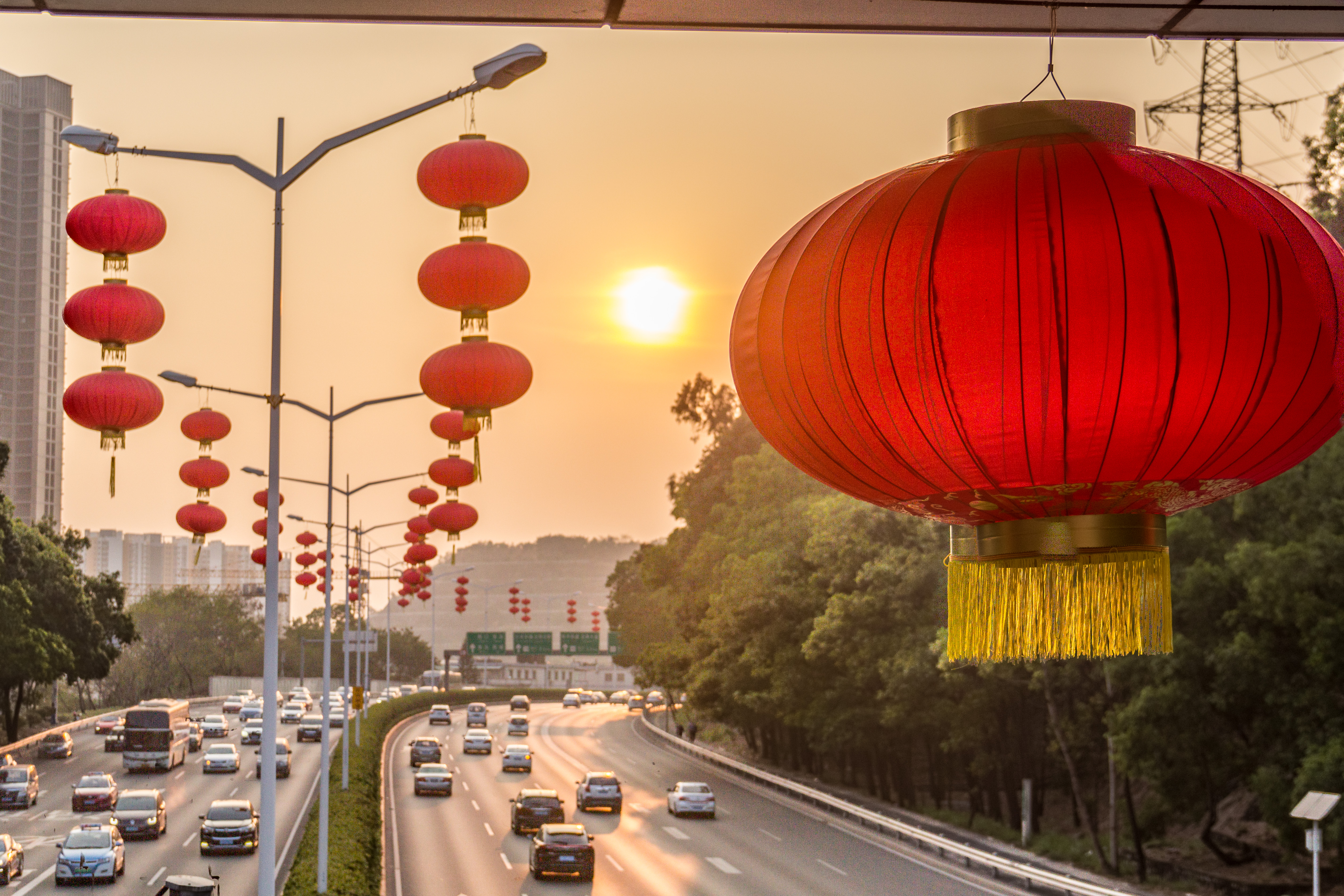
北环大道天桥上悬挂的红灯笼
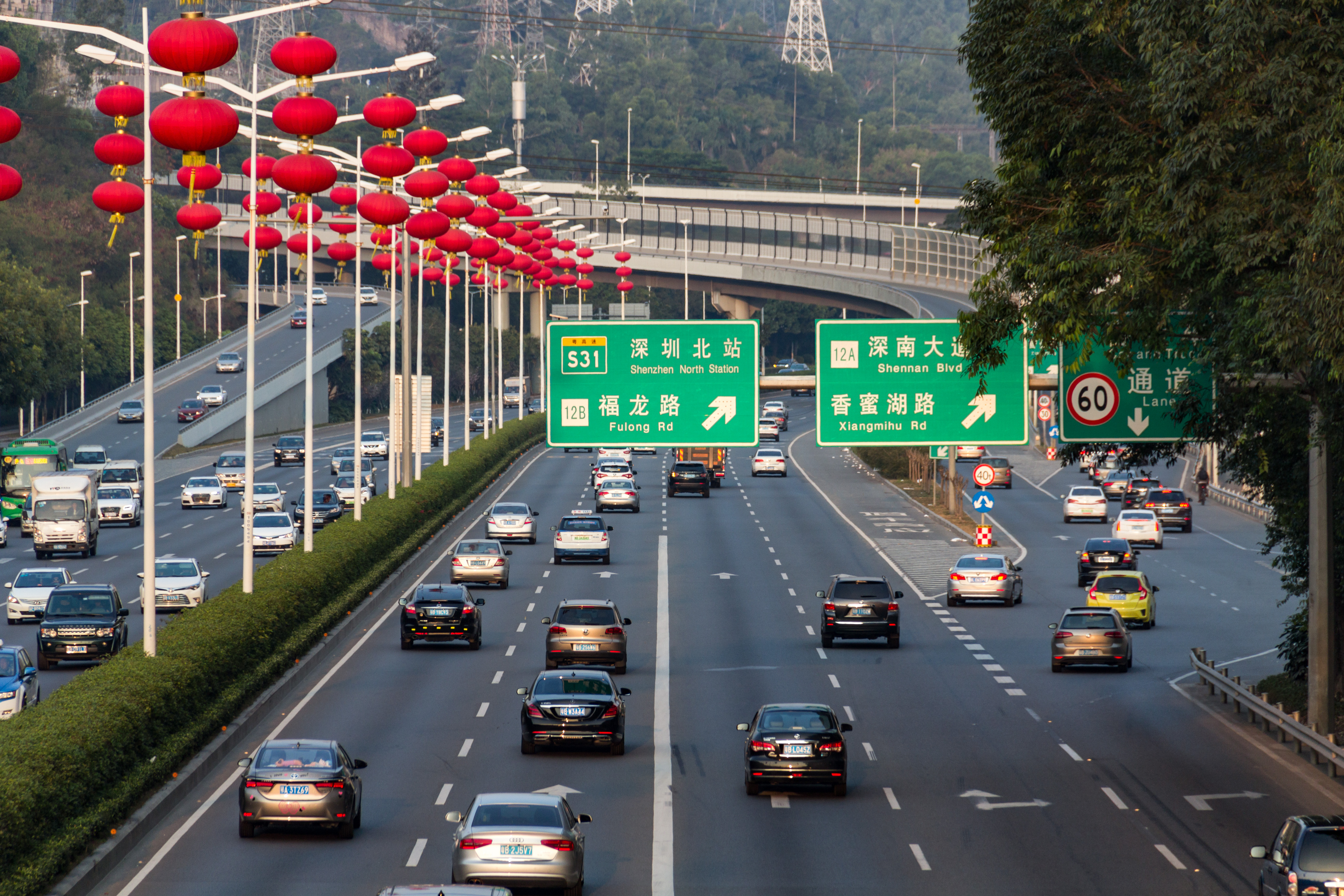
北环大道8B出口（侨香）